# Yudai Ogawa
Yudai Ogawa (小川 雄大 Ogawa Yudai?, nacido el 4 de octubre de 1996 en Kanagawa) es un futbolista japonés que se desempeña como centrocampista.

## Trayectoria

### Clubes
| Club        | País    | Año         |
| ----------- | ------- | ----------- |
| FC Gifu     | Japón   | 2015 - 2016 |
| Widzew Łódź | Polonia | 2017        |
| NDM FC      | Camboya | 2018 -      |

## Estadística de carrera

### J. League
| Club    | Año   | J. League | J. League | Copa J. League | Copa J. League | Total | Total |
| Club    | Año   | Part.     | Goles     | Part.          | Goles          | Part. | Goles |
| ------- | ----- | --------- | --------- | -------------- | -------------- | ----- | ----- |
| FC Gifu | 2015  | 3         | 0         | -              | -              | 3     | 0     |
| FC Gifu | 2016  | 0         | 0         | -              | -              | 0     | 0     |
| Total   | Total | 3         | 0         | 0              | 0              | 3     | 0     |